# 馬鳴珮
馬鳴珮（1600年—1666年），又名馬鳴佩，字潤甫，遼陽左衛（今遼寧省遼陽市）人，本貫山東蓬萊，清朝政治人物。

## 生平
生于明萬曆二十八年庚子（1600年）二月初十日亥时，年十七，为明朝诸生，后金破辽阳时投降皇太极，清太宗时供职文馆，隶汉军镶红旗。清军入关后，历任山西潞汾道左參政、分巡冀南道，轉分巡下湖南道，歷升户部右侍郎、总督倉场，轉左侍郎，順治十一年（1654年）以兵部左侍郎兼右副都御史，总督宣大、山西。进封三等阿达哈哈番世职，於1654年10月30日－1656年6月11日期間，奉旨接替馬國柱擔任兩江總督，總管中國江蘇、安徽和江西三省的軍民政務。顺治十一年（1654年），与陈其纶、张名振等明军余部交战屡胜。顺治后期因为目疾告退。康熙五年丙午（1666年）正月二十日酉时卒，享年六十七。

## 家族
先世为山东登州府蓬莱县人，始祖諱馬英，为遼東保義副尉，遂占籍遼陽左衛。曾祖父馬文舉，始为关东望族，娶岳氏、陳氏。祖父馬重德，官江南太平府别駕，祖母楊氏。父馬與遴，精通理學。母趙氏。
元配王氏，继娶祝氏，贈夫人，俱先卒；继娶孟氏，封夫人。生一子马雄镇，字錫蕃，號坦公，由國史院学士擢副都御史、巡抚广西，康熙十三年甲寅二月孫延齡叛應吴三桂，十六年被杀。孫馬世濟，字元恺。歷官刑部、兵部、吏部侍郎，巡抚貴州，改漕运总督。
| 前任： 馬國柱 | 兩江總督 任職期間：1654年10月30日－1656年6月11日 | 繼任： 郎廷佐 |